# Staterne (Aruba)
 Der er for få eller ingen kildehenvisninger i denne artikel, hvilket er et problem. Du kan hjælpe ved at angive troværdige kilder til de påstande, som fremføres i artiklen.

 For alternative betydninger, se Staten.
Staterne (nederlandsk: Staten van Aruba) er Arubas lovgivende magt eller parlament. Staterne har 21 medlemmer, der bliver valgt for en periode på 4 år.

## Partier
Efter parlamentsvalget i 2005 er følgende partier repræsenteret i Staterne:

| Parti                          | sæder |
| ------------------------------ | ----- |
| Movimiento Electoral di Pueblo | 11    |
| Arubaanse Volkspartij          | 8     |
| Movimento Patriótico Arubano   | 1     |
| Red Eternal Democratico        | 1     |